# Montbel (Lozère)
Montbel è un comune francese di 135 abitanti situato nel dipartimento della Lozère nella regione dell'Occitania.

## Società

### Evoluzione demografica
Abitanti censiti